# Major Cities of Europe IT Users Group
Major Cities of Europe IT Users Group (slovensko: Združenje uporabnikov informacijske tehnologije evropskih glavnih mest) je neodvisno združenje vodij služb informatike, IT managerjev in vodij oddelkov IT v posameznih mestih (IT = informacijsko komunikacijske tehnologije, pogosto tudi IKT). Ustanovljeno je bilo leta 1982 na pobudo londonskega mestnega sveta, posveča pa se tistim inovacijam v mestih, ki temeljijo na informacijah in komunikacijski tehnologiji.

## Inovacije v mestih in IKT
Cilji skupine je promocija in prostovoljna  izmenjava idej, strategij, vizij in izkušenj med njenimi člani, namen pa spodbujanje inovacij ter izboljšanje učinkovitosti lokalnih oblasti z uporabo prednostnih / ključnih informacij in komunikacijskih tehnologij (IKT).

## Člani
Člani združenja prihajajo iz osemnajstih držav od Skandinavije, zahodnih in južnih delov Evrope, sodelujejo pa tudi predstavniki neevropskih mest, med njimi iz Tel Aviva in Bostona.
| Država                  | Mesta                                                      |
| Avstrija                | Dunaj                                                      |
| Bosna in Hercegovina    | Banja Luka                                                 |
| Hrvaška                 | Pula, Reka, Zagreb                                         |
| Francija                | Lyon                                                       |
| Nemčija                 | Berlin, Bremen, Bremerhaven, Hamburg, Leipzig, Saarbrücken |
| Grčija                  | Trikala                                                    |
| Irska                   | Cork, Okrožje Cork, Dublin, Dún Laoghaire-Rathdown         |
| Izrael                  | Tel Aviv                                                   |
| Italija                 | Livorno, Milano, Modena, Prato, Rim, Trst, Benetke         |
| Nizozemska              | Eindhoven, Zoetermeer                                      |
| Norveška                | Oslo                                                       |
| Slovenija               | Koper, Ljubljana                                           |
| Španija                 | Barcelona                                                  |
| Švedska                 | Uppsala                                                    |
| Švica                   | Ženeva, Zürich                                             |
| Združene države Amerike | Boston                                                     |
| Združeno kraljestvo     | Belfast, Birmingham                                        |

## Sponzorji
Iniciative združenja v vsaki od držav članic in tudi drugod po svetu s pomočjo izmenjave izkušenj in uvajanjem projektov podpirajo globalne in nacionalne družbe, specializirane za področje IKT tehnologij in rešitev ter za področje razvoja tovrstnih inovacij v mestih. 

## Sodelovanje z drugimi organizacijami in akademijo
Vzpostavljeno je sodelovanje z Javnim inštitutom za tehnologijo (The Public Technology Institute) iz ZDA in z nemškim Združenjem ponudnikov IKT za področje lokalnih uprave -  VITAKO. Partnerji združenja uporabnikov informacijske tehnologije evropskih glavnih mest so tudi nekatere univerze, ki prispevajo predvsem svoje rešitve s področja raziskovalnih dejavnosti. Med njimi so Bocconi University iz Milana (Italija) in Center za tehnologije in vodenje Univerze Albani v ZDA (CTG - Center for Technology in Government, Albany University, USA).

## Letna konferenca
Letna konferenca je dogodek, na katerem ugledni udeleženci iz vse Evrope predstavljajo zadnje inovacije na področju IKT v svojih mestih ter izmenjujejo informacije o svojih izkušnjah in izzivih. Poleg tega v času konferenc potekajo številni pogovori, mreženje in neformalne izmenjave. Leta 2010 je konferenco gostil Berlin , leta 2011 mesto Prato v Italiji in leta 2012 Dunaj; na tej je sodelovalo okoli 300 udeležencev iz Evrope, ZDA in Južne Koreje. Združenje objavlja tudi sporede, tiskovine in video materiale s preteklih in zadnje konference.  Leta 2013 je bila gostiteljica tega dogodka Ljubljana.

## Konferenca 2013 v Ljubljani
Tematika tokratne konference bo “IKT – spodbujanje napredka mest”. Potreba po temeljiti preobrazbi mest je ključi faktor pri odgovoru na izzive s katerimi se sooča javni sektor. Kako lahko IKT pripomore k temu, da mesta obdržijo vodilno funkcijo in funkcijo zagotavljanja servisnih uslug in da na tem področju sodelujejo z meščani? Kako naj vodstveni kadri razvijajo svoj način vodenja na način, ki bi jim omogočal prednostne naloge na področju napredka mest? Na Konferenci bodo predstavljeni primerih izkušenj konkretnih implementacij in ključnih zamisli.
Teme konference: 
- Upravljanje in vodenje IKT Centra danes in jutri: razvoj vloge CIO
- Geografski informacijski sistemi kot gonilo mestnih servisov in kot poenotenje tehnologij
- Pobuda za mestni protokol: skupaj gradimo mesta 21. stoletja
- IKT revolucija: nova orodja državnih servisov
- Upravljanje ključnih podatkov: pridobivanje znanja za nove mestne iniciative/pobude
- Odprto vodenje, odprti podatki: izkušnje, rešitve,  stopnja donosa, E-participacija, socialne mreže
- Zunanje izvajanje dejavnosti v mestih: praktične izkušnje in uporaba računalniških oblakov

## Konferenca 2014 v Zurichu
Leta 2014 bo konferenco gostil Zurich.Moto konference 2014 je: "Cities managing complexity in the digital world - prepared for the upcoming challenges?".
Ključne teme konference leta 2014 bodo:
- IKT, politiki in državljani
- Računalništvo, storitve v skupni rabi: pridobljene izkušnje
- IKT in tlaka javnih financ

## Delavnice
Članice združenja pripravljajo delavnice, ki so običajno enodnevne, na njih pa poteka izmenjava izkušenj in pogovori s poudarkom na posebnih vprašanjih. Rezultati delavnic so objavljeni na spletni strani združenja.
Teme konference leta 2012 so bile:
- Varnost IT za področje mest
- Upravljanje ključnih podatkov
- IKT revolucija proti novim orodjem državnih servisov
- Geografski informacijski sistem (GIS) kot gonilo mestnih servisov
- IT in politika
- Upravljanje in implementacija IKT – nove vloge IKT
- Združenje mestnih protokolov
- Odprti podatki / baze

## Sodelovanje v programih EU
Združenje na podlagi izkušenj svojih članov in vrednosti ter ugleda mreže inovativnih mest slednjim omogoča uspešno udeležbo v okviru izbranih programov EU, kot je na primer FUPOL.  Vitako in MCE sta pripravila Konferenco lokalnih uprav na temo IKT in preoblikovanje lokalnih uprav v Evropi, na kateri je bil predstavljen projekt pametnih mest. 

## Baze znanj
Baze znanj vsebujejo na stotine prispevkov in dokumentov z delavnic in tudi tistih iz drugih virov, na primer prispevke vodilnih mislecev, raziskovalnih ustanov in ponudnikov IKT rešitev.

## Newsletter
Newsletter prinaša novice o združenju, dogodkih in novih vsebinah ter tehnologijah, ki podpirajo inovacije.